# Возиян, Владимир Иванович
Владимир Иванович Возиян — рядовой Вооружённых Сил СССР, участник войны в Афганистане, погиб при исполнении служебных обязанностей, кавалер ордена Красной Звезды (посмертно).

## Биография
Владимир Иванович Возиян родился 4 мая 1962 года в селе Глиное Слободзейского района Молдавской Советской Социалистической Республики. После окончания школы поступил в Дрокийский техникум. Освоив специальность газоэлектросварщика, трудился на консервном заводе «Октябрь».
21 октября 1980 года Возиян был призван на службу в Вооружённые Силы СССР Слободзейским районным военным комиссариатом Молдавской Советской Социалистической Республики. Проходил обучение в частях Туркестанского военного округа, получил воинскую специальность сапёра. В январе 1981 года рядовой Возиян для дальнейшего прохождения службы был направлен в состав ограниченного контингента советских войск в Демократической Республике Афганистан.
Участвовал в боевых действиях против вооружённых формирований моджахедов, будучи сапёром в 19-м отдельном инженерно-сапёрном батальоне 45-го отдельного инженерно-сапёрного полка. Не раз проявлял себя в ходе разминирования маршрутов движения автомобильных колонн. 5 декабря 1981 года Возиян со своими товарищами участвовал в бою против численно превосходящих сил моджахедов, пытаясь предотвратить захват стратегически важной высоты. В самом конце сражения он подорвался на вражеской мине и скончался от полученных ранений.
Похоронен на кладбище села Глиное Слободзейского района на территории непризнанной Приднестровской Молдавской Республики.
Указом Президиума Верховного Совета СССР рядовой Владимир Иванович Возиян посмертно был удостоен ордена Красной Звезды.

## Память
- В честь Возияна названа улица в его родном селе[2].
- На здании школы, в которой учился Возиян, установлена мемориальная доска[2].
- В школе, где он учился, создан музей[2].
- В память о Возияне и о его земляках, погибших в афганистане, регулярно проводятся памятные мероприятия[4].